# Distretto di Awa
Il distretto di Awa (安房郡, Awa-gun?) è uno dei distretti della prefettura di Chiba, in Giappone.
Attualmente fa parte del distretto solo il comune di Kyonan.
| Controllo di autorità | VIAF (EN) 258405857 · NDL (EN, JA) 00276914 |